# کیارانو
کیارانو (به ایتالیایی: Chiarano) یک کومونه در ایتالیا است که در استان ترویزو واقع شده‌است.

## خصوصیات
کیارانو ۱۹ کیلومترمربع مساحت و ۳٬۷۲۸ نفر جمعیت دارد و ۶ متر بالاتر از سطح دریا واقع شده‌است.